# ترامونتي دي سوبرا
ترامونتي دي سوبرا (وباللغة الفريولية:Tramonç Disore) وهي كومونا (بلدية) في مقاطعة بوردينوني بمنطقة فريولي فينيتسيا جوليا الإيطالية المستقلة، وتقع على بعد حوالي 110كلم شمال غرب ترييستي وحوالي 40 كلم شمال شرق بوردينوني.
وهذه البلدية هي من ابتكرت الوجبة الشهية البيتينا، وهي عبارة عن كرات لحم مدخنة باستخدام أعشاب معينة (مثل عشبة العرعر). واشتهرت ببعض الأطعمة المحلية الأخرى مثل فورماج دال سي أي تي، وهي عبارة عن الجبنة التقليدية مع الفلفل.
وتقع ترامونتي دي سوبرا على حدود البلديات التالية: كلاوت، فورني دي سوتو، فريسانكو، ميدونو، سوتشييف، ترامونتي دي سوتو.